# Gornji Poretak
Gornji Poretak (cyr. Горњи Поретак) – wieś w Bośni i Hercegowinie, w Republice Serbskiej, w mieście Sarajewo Wschodnie, w gminie Sokolac. W 2013 roku liczyła 4 mieszkańców.